# Escuela de Burgos
La Escuela de Burgos corresponde a la etapa de transición de la arquitectura gótica al gótico flamígero, introducido en Burgos a mediados del siglo XV tras la llegada del arquitecto alemán Juan de Colonia. 
A través de sus obras se incorporó a la arquitectura el conocimiento de elementos nórdicos, como la bóveda estrellada realizada en la capilla de la Visitación en la Catedral, que contiene el sepulcro del arzobispo don Alonso de Cartagena, o las flechas de las torres de la misma catedral, realizadas entre 1442 y 1458.